# Cottondale
Cottondale est une ville américaine située dans le comté de Jackson en Floride.

## Démographie
| 1920 | 1930 | 1940 | 1950 | 1960 | 1970 |
| ---- | ---- | ---- | ---- | ---- | ---- |
| 438  | 550  | 719  | 747  | 849  | 765  |

| 1980  | 1990 | 2000 | 2010 | - | - |
| ----- | ---- | ---- | ---- | - | - |
| 1 056 | 900  | 869  | 933  | - | - |

Selon le recensement de 2010, Cottondale compte 933 habitants. La municipalité s'étend sur 3,46 milles carrés (8,96 km2), dont 3,33 milles carrés (8,62 km2) de terres.